# شركة سبرينغفيلد أرموري
شركة سبرينغفيلد أرموري، المحدودة ، هي شركة أمريكية لتصنيع واستيراد الأسلحة النارية التجارية، مقرها في جينيسيو، إلينوي . تأسست الشركة عام ١٩٧٤ على يد بوب ريس وعائلته، وتنتج بنادق مثل أم1أيه، وتستورد مسدسات مثل سلسلة أكس دي و هيلكات . لا علاقة للشركة بشركة سبرينغفيلد أرموري، الشركة السابقة التي تحمل الاسم نفسه، والمتخصصة في تصنيع الأسلحة النارية العسكرية الأمريكية في ماساتشوستس.

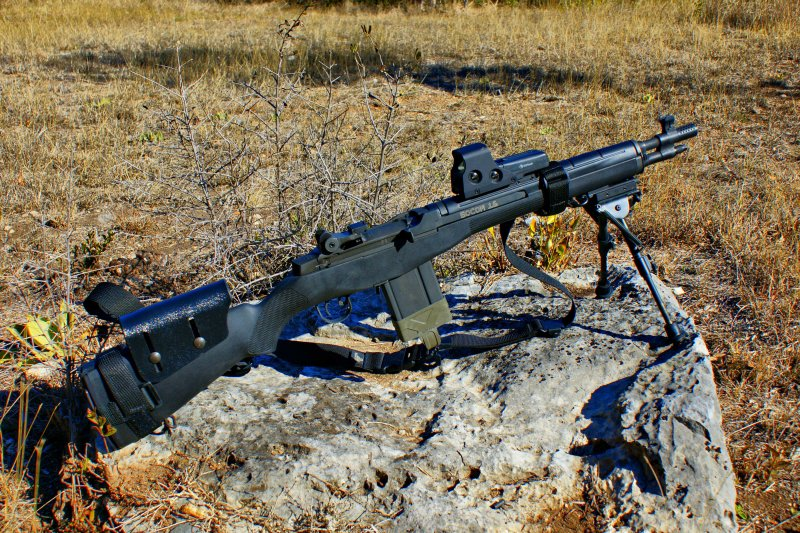
نسخة سوكوم من M1A

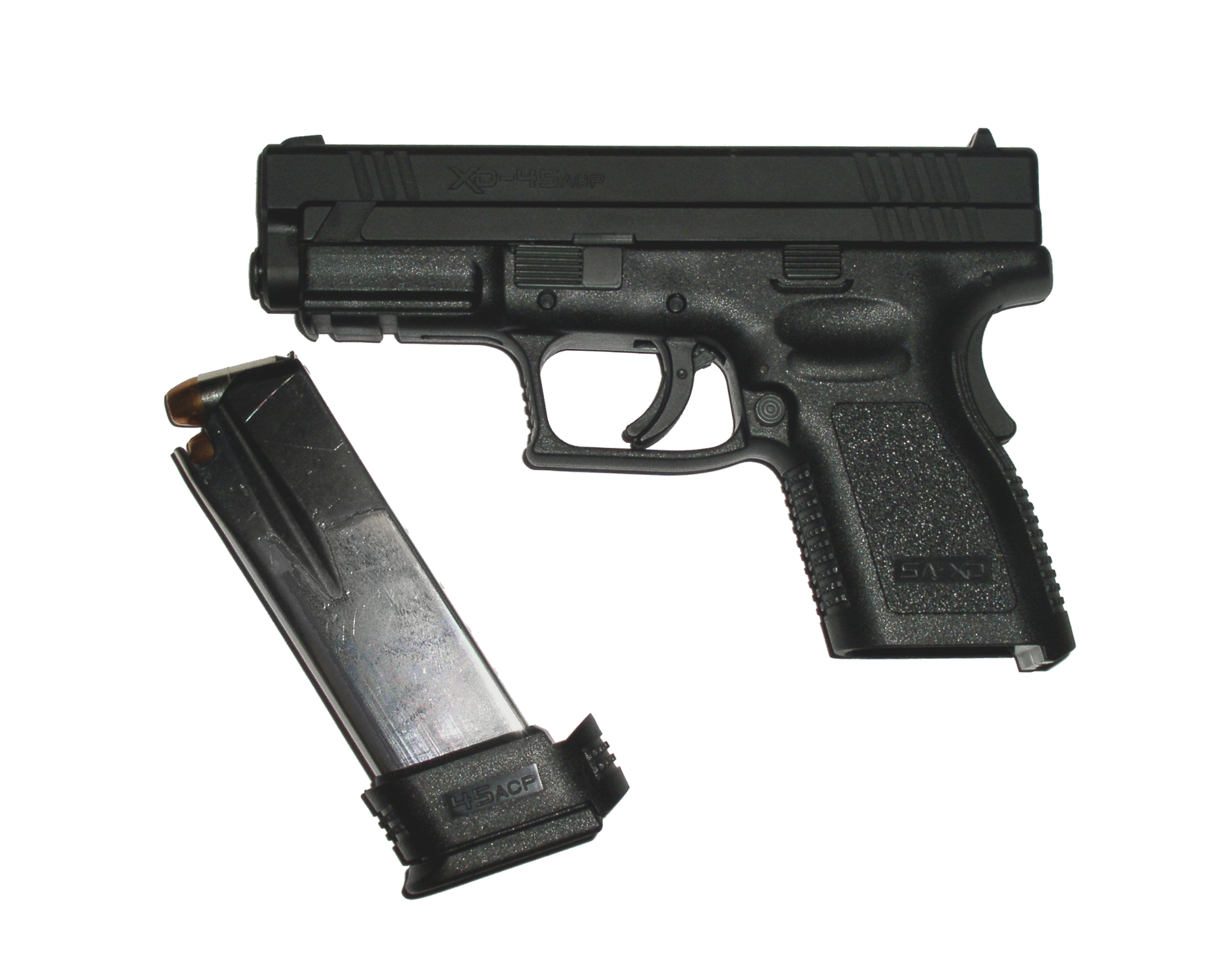
مسدس XD صغير الحجم بعيار .45 ACP مع مخزن سعة 13 طلقة